# Свитун
Свитун (или Свитин, др.-англ. Swīþhūn, букв. сильный медвежонок; около 800, возможно Гэмпшир — 2 июля 863 или 2 июля 862, Уинчестер) — епископ Уинчестерский в IX веке и святой покровитель Уинчестерского собора. Святому Свитину посвящено большое количество церквей на юге Англии и в особенности в Уинчестере; в Норвегии ему посвящён Ставангерский собор.
Его деяния при жизни затмила слава чудотворца после смерти. Существует поверье, что если на мосту Святого Свитуна (Уинчестер) в его день поминовения (15 июля) идёт дождь, то он будет продолжаться в течение сорока дней. Святому молятся в случае засухи.
День поминовения — 15 июля (Англия), 2 июля (Норвегия).

## Исторические записи
Святой Свитун был епископом Уинчестерским с 30 октября 852 года до своей смерти 2 июля 863 года. Он почти не упоминается в других документах своего времени. Его кончина в Кентерберийской рукописи Англосаксонской хроники датируется 861 годом. Свитун засвидетельствовал девять хартий, самая ранняя из которых датирована 854 годом.
Больше века спустя, когда Дунстан Кентерберийский и Этельвольд Уинчестерский начали реформировать церковь, Свитуна назначили покровителем восстановленной церкви в Уинчестере, ранее посвящённой святым апостолам Петру и Павлу. 15 июля 971 года его останки были перенесены из почти позабытой могилы в новую базилику Этельвольда; по свидетельствам современников перезахоронение сопровождалось многочисленными чудесами.
Позже мощи святого, вероятно, разделили и распределили по разным церквям. В Средневековье голова была перевезена в Кентерберийский собор, а рука — в собор в Питерборо. В 1093 году главная рака была перенесена в новый нормандский собор в Уинчестере. Она была установлена на возвышении за алтарём. В начале XIII века был возведено отдельное помещение за алтарём, чтобы вместить огромное количество паломников, желающих посетить святыню. Пустая гробница в руинах старого собора также привлекала верующих. В 1476 году раку перенесли в заалтарное помещение, которое было снесено в 1538 году во время английской Реформации.

## Предания
Возрождение славы Свитуна породило массу преданий. «Житие святого Свитуна», написанное монахами Лантфредом и Вульфстаном приблизительно в 1000 году, едва ли содержит реальные факты биографии епископа; всё, что в более позднее время выдавалось за достоверные подробности жизни Свитуна, почёрпнуто из агиографии конца XI века, приписываемой монаху Госелину, который прибыл в Англию вместе с Германом, епископом Солсберийским (1058—1078). Согласно этой версии святой Свитун родился во времена правления Эгберта Уэссекского и был рукоположён Хелмстаном, епископом Уинчестерским (838—ок.852). Его слава достигла ушей короля; он назначил его наставником своего сына Этельвульфа (упоминается как Адулфус) и считал одним из своих самых ближайших друзей. Тем не менее, историк Майкл Лапидж назвал эту работу «выдумкой чистой воды» и отверг приписываемое Госелину авторство.
В правление Этельвульфе Свитун был назначен епископом Уинчестерским, его рукоположил Кеолнот, архиепископ Кентерберийский. Епископ был известен своим благочестием и усердным строительством в восстановлением церквей. По его просьбе Этельвульф передал десятую часть своих королевских земель церкви. Свитун часто обходил епархию пешком и устраивал застолья для бедняков. Вильям Мальмсберийский пишет: если Элстан, епископ Шерборнский, был духовником Этельвульфа по мирским вопросам, заботой Свитуна была духовная жизнь короля.
Кроме церквей Свитун построил мост над рекой Итчен у восточных ворот Уинчестера. Там святой и совершил своё самое известное чудо: переходившая по мосту старушка с корзинкой яиц на продажу упала и разбила все яйца. Свитун осенил яйца крестом, и они вновь стали целыми. Это чудо описано в агиографии, приписываемой Госелину. Монах Томас Рудборн, живший в XV веке, написал, что Свитун сопровождал Альфреда во время его визита в Рим в 856 году. На смертном одре Свитун попросил похоронить его за северной стеной собора, чтобы мимо его могилы проходили прихожане, а с карнизов на неё падали дождевые капли дождя.